# József Faragó
József Faragó (ur. 8 lipca 1966 w Egerze) – węgierski zapaśnik walczący w stylu klasycznym. Dwukrotny olimpijczyk. Jedenasty w Barcelonie 1992 i odpadł w eliminacjach Seulu 1988. Walczył w kategorii 48 kg.
Szósty na mistrzostwach świata w 1990. Mistrz Europy w 1991, a trzeci w 1990 roku.
- Turniej w Seulu 1988

Przegrał z Gwon Deog-yongiem z Korei Południowej i Andrzejem Głąbem.
- Turniej w Barcelonie 1992

Przegrał z Pappu Jadavem z Indii i Madżidem Rezż Simchahem z Iranu.